# 范·比斯布魯克彗星
范·比斯布魯克彗星（53P/Van Biesbroeck）是一顆周期彗星，目前它的軌道周期是12.53年，彗星核心直徑7公里。

## 觀測史
1954年9月1日，耶基斯天文台的喬治·范·比斯布魯克於 在尋找小行星2696時發現該彗星。根據估計，這顆彗星的視星等為14.5等，看起來非常凝聚。當時，這顆彗星距離地球1.85個天文單位，距離太陽2.86個天文單位，並於1954年8月17日從近地點經過。
這顆彗星和諾伊明3號彗星（42P/Neujmin）都是來自1845年3月左右分裂的彗星碎片。彗星的軌道與木星的最小軌道交叉距離僅0.009AU（1,300,000公里；840,000英里） 。
范·比斯布魯克彗星下一次經過近日點是在2028年12月24日聖誕節前夕。
根據凱克天文台的觀測結果，估計彗核的半徑為3.33-3.37公里。